# 수성구립범어도서관
수성구립범어도서관은 대구광역시 수성구 범어동 소재의 구립 도서관이다. 달구벌대로 도심 중심에 자리잡은 수성구립 범어도서관은 22만여권의 장서, 메이커스페이스, 북까페 등 다양한 시설을 겸비한 지역밀착형 도서관이다. 지역 내 최초의 U-글래스를 적용한 건물 외관과 책을 펼친 모양의 통풍구, 책 조형물, 지역시인인 이상화 시비 등 조형물이 특징이다.

## 연혁
2013년 7월 29일 개관했다. 2016년 7월 1일 수성구립도서관 소식지 <수북> 창간호 발행했다.

## 수상내역
2015년 12월 22일 인문독서아카데미 최우수기관, 2018년 12월 26일 인문독서아카데미 우수기관 선정됐다.

## 시설 현황
- 지상 5층: 교육지원과, 창의체험센터, 청소년상담센터, 휴게실 등
- 지상 4층: 종합자료실3, 문화강좌실, (재)수성문화재단
- 지상 3층: 종합자료실1, 종합자료실2
- 지상 2층: 국제자료실, 키즈룸, 스터디룸
- 지상 1층: 메이커스페이스, 북카페, 사무실, 전산ㆍ통신실
- 지하 1층: 어린이자료실, 시청각실, 보존서고, 전기ㆍ기계실